# Mistrzostwa Europy Strongman 1982
Mistrzostwa Europy Strongman 1982 – doroczne, indywidualne
zawody europejskich siłaczy.
Data: 1982 r.

Miejsce:  Holandia
WYNIKI ZAWODÓW:
| Miejsce | Zawodnik         | Kraj     | Punkty |
| ------- | ---------------- | -------- | ------ |
| 1.      | Geoff Capes      | Anglia   | 68     |
| 2.      | Simon Wulfse     | Holandia | 63,5   |
| 3.      | Roger Ekstrom    | Szwecja  | 53,5   |
| 4.      | Hamish Davidson  | Szkocja  | 50     |
| 5.      | Gerard du Prie   | Holandia | 48     |
| 6.      | Franz Bierbaum   | Austria  | 47,5   |
| 7.      | Gino Bultynck    | Belgia   | 47     |
| 8.      | Sven Ole-Thorsen | Dania    | 38,5   |